# Sabrina Salvador
Sabrina Salvador Busca est une actrice, mannequin, animatrice de radio et télévision vénézuélienne, née à Caracas le 6 septembre 1980.

## Filmographie
- 2011 - 2012 : Natalia del mar (Venevisión) - Natalia Uribe (fille) / Paulina de Úzcategui (Mère)
- 2013 : Las bandidas